# Патагонијска мара
Патагонијска мара или патагонијски пампаски зец (лат. Dolichotis patagonum) је крупни јужноамерички глодар из фамилије морске прасади (Caviidae). 

## Распрострањење
Ареал врсте је ограничен на једну државу, Аргентину.

## Станиште
Станиште врсте су шуме. 

## Угроженост
Ова врста је на нижем степену опасности од изумирања, и сматра се скоро угроженим таксоном.